# Stomopteryx deverrae
Stomopteryx deverrae is een vlinder uit de familie tastermotten (Gelechiidae). De wetenschappelijke naam is voor het eerst geldig gepubliceerd in 1905 door Walsingham.
De soort komt voor in Europa.